# Lucian Avramescu
Lucian Avramescu (n. 14 august 1948, Sângeru, România – d. 12 decembrie 2021, Sângeru, Prahova, România) a fost un poet și jurnalist român. A fost membru al Uniunii Scriitorilor din România din 1979.
Avramescu a publicat volume de versuri, note de călătorie, antologii, eseuri si pamflete jurnalistice.

## Biografie
Lucian Avramescu s-a născut în satul Sângeru. A absolvit liceul la Vălenii de Munte iar Facultatea de Horticultură, la Craiova, în 1971.
A fost redactor la Orizont din Vâlcea în perioada 1971-1978; șef de secție si redactor-șef adjunct la Scînteia tineretului. Aici, între 1981-1985, a condus cenaclul Serbările Scânteii Tineretului.
A fost redactor-șef al revistei Slast în perioada 1986-1989, supliment literar coordonat de Ion Cristoiu al ziarului Scînteia tineretului.
După 1989, a fost fondator si redactor-șef al ziarului Tineretul Liber, primul ziar tipărit în zilele Revoluției din 1989 în fosta Casă a Scânteii.
La 8 martie 1991, a fondat la București agenția de știri A.M. PRESS, prima agenție de presă cu capital privat din România postcomunistă. Numele agenției provine de la inițialele fondatorilor: poetul Lucian Avramescu și prozatorul Eugen Mihăescu.
Violonistul Alexandru Tomescu este nepotul său.
Operele lui Avramescu  au fost traduse și publicate în reviste literare sau în antologii din Polonia, Bulgaria, Rusia, Israel, China, Anglia, Irak, SUA, Germania, Franța, Olanda, Turcia, Iugoslavia. A fost tradus și în limba kurdă.
A decedat la 12 decembrie 2021, după un stop cardio-respirator.

## Volume publicate
- Poeme (Editura Albatros, București, 1975)
- Stele pe dealuri (Craiova, 1976)
- Transplantul de albastru (Editura Sport-Turism, București, 1976)[16]
- Un liber albatros (București, 1978)
- Ei, aș, spunea poetul (București, 1980)
- Nu cer iertare (Editura Eminescu, vol. I-III, București, 1981-1985)
- Bună seara, iubito (Editura Eminescu, vol. I – 1986, vol. II – 2000)
- Bucurii cu poezii (2016)  carte pentru copii,  scrisă împreună cu fiica sa cea mică, Ana Luciana Avramescu
- Cartea cărților Borsecului (2016) monografie
- Cartea fără nume, care cuprinde și piesa sa de teatru Să nu furi niciodată o mireasă

## Premii
A primit premiul de debut pentru poezie acordat de Editura Albatros (1975); premiul pentru scriitorii tineri (1979); premiul „Geo Bogza” în cadrul Premiilor Uniunii Ziariștilor Profesioniști pentru activitatea jurnalistică din 2002. La a XX-a ediție a Festivalului Internațional de Poezie „Nichita Stănescu” din martie 2008, a primit premiul de Excelență „Nichita Stănescu”.